# Hvalstaskogen
Hvalstaskogen är ett naturreservat i Katrineholms kommun i Södermanlands län.
Området är naturskyddat sedan 2014 och är 17 hektar stort. Reservatet ligger vid sydvästra stranden av Valdemaren och består av gammal barrskog med grova barrträd samt gamla aspar och rönnar.

## Galleri

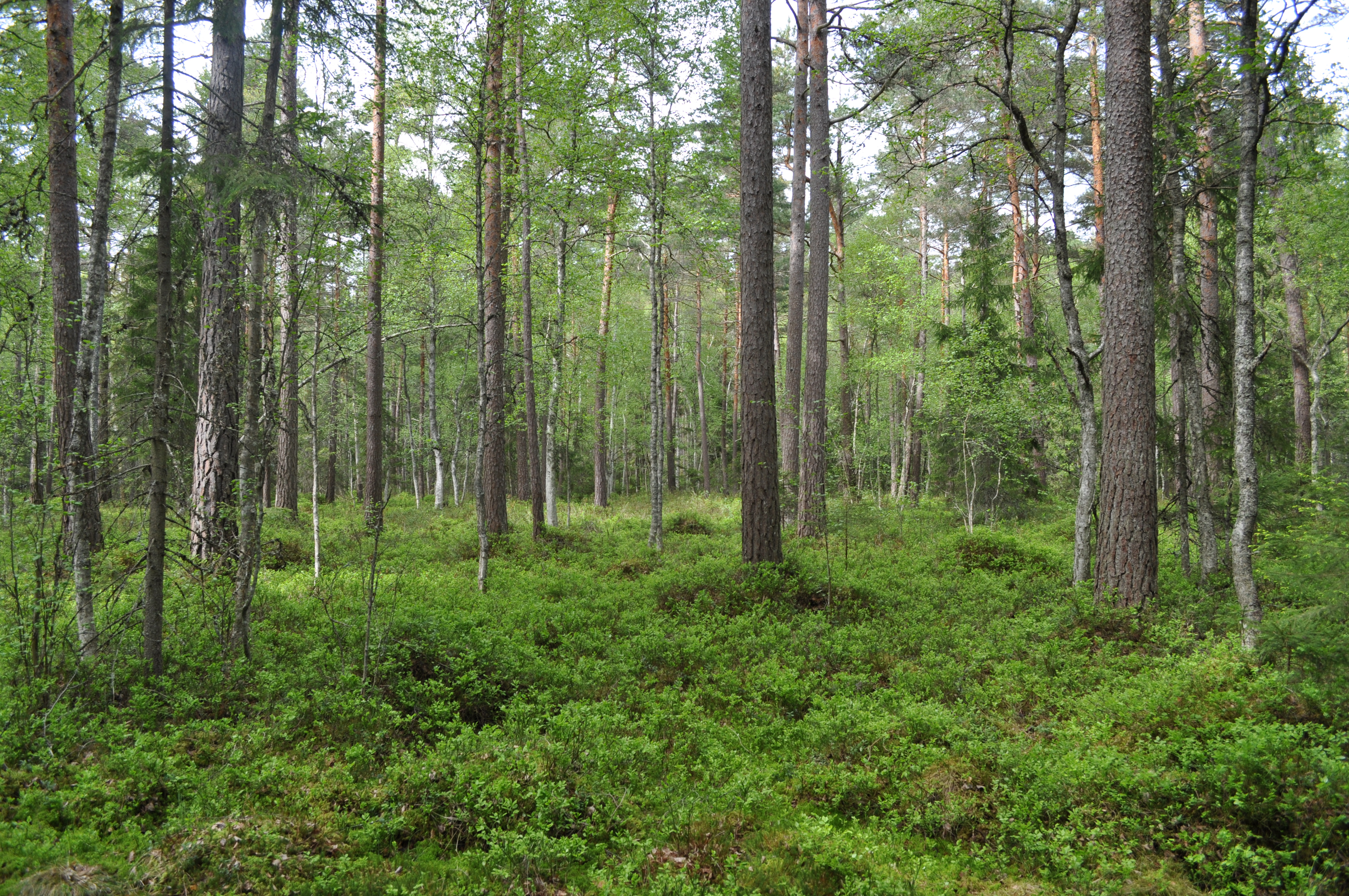
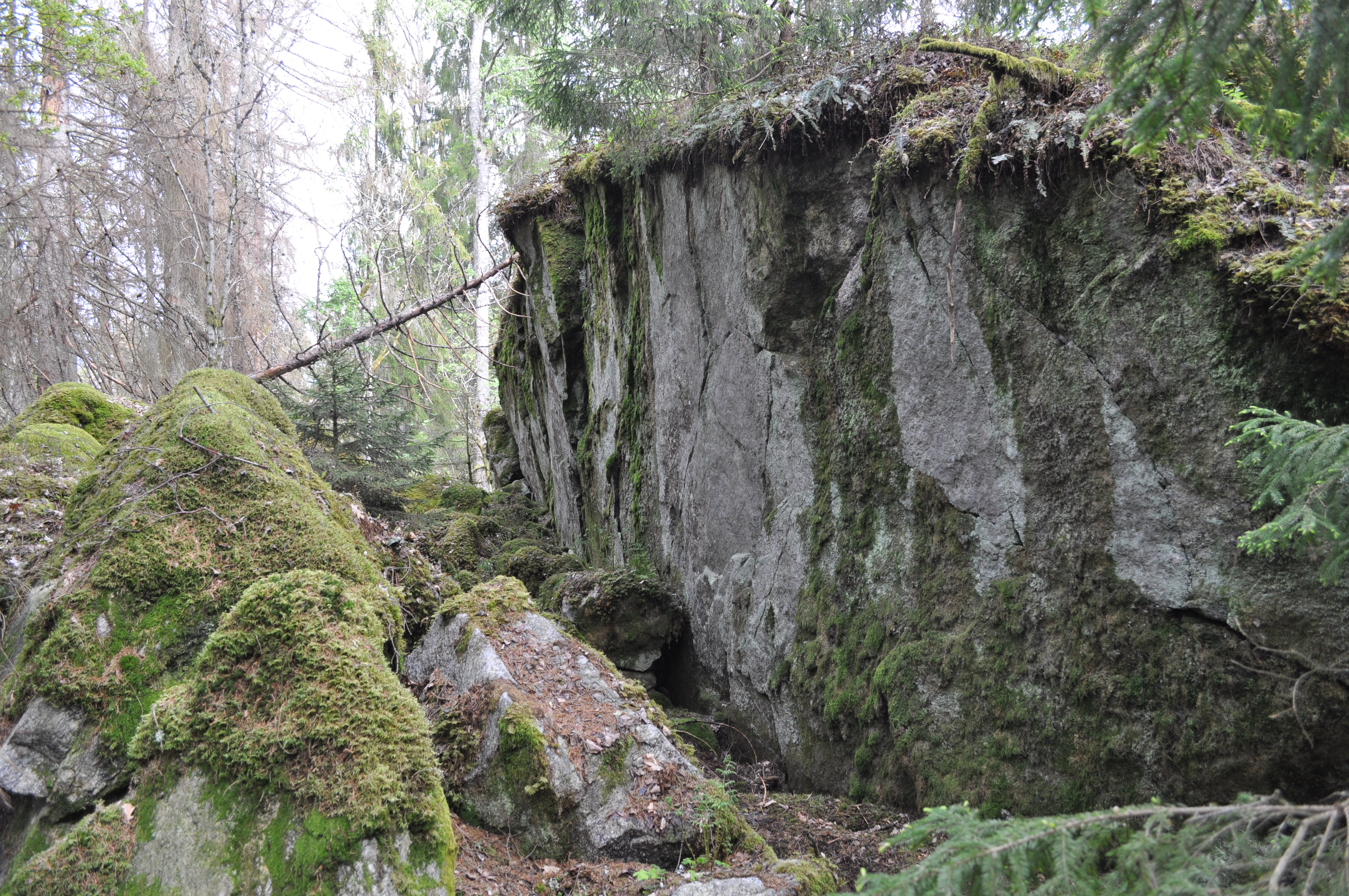
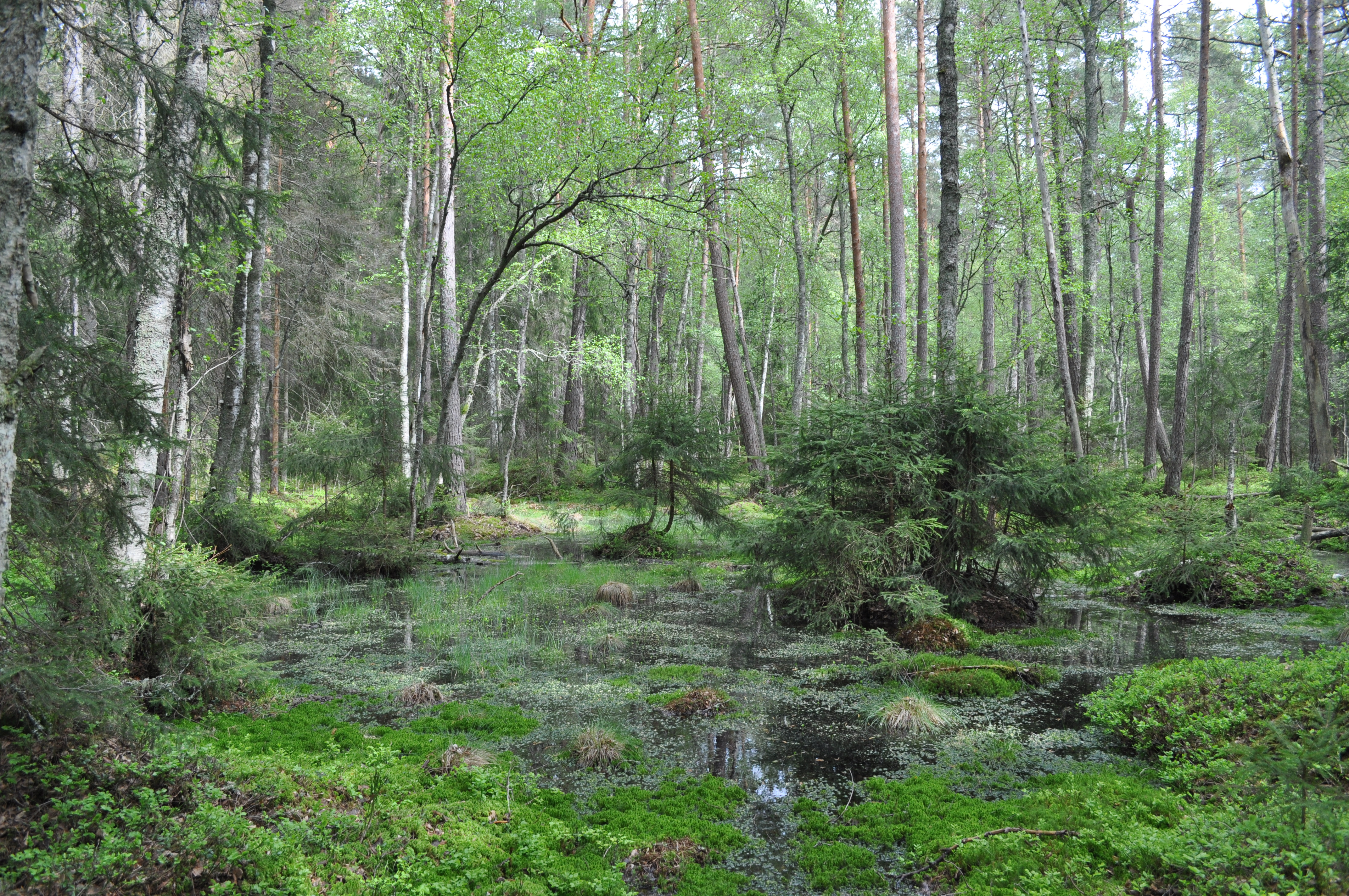
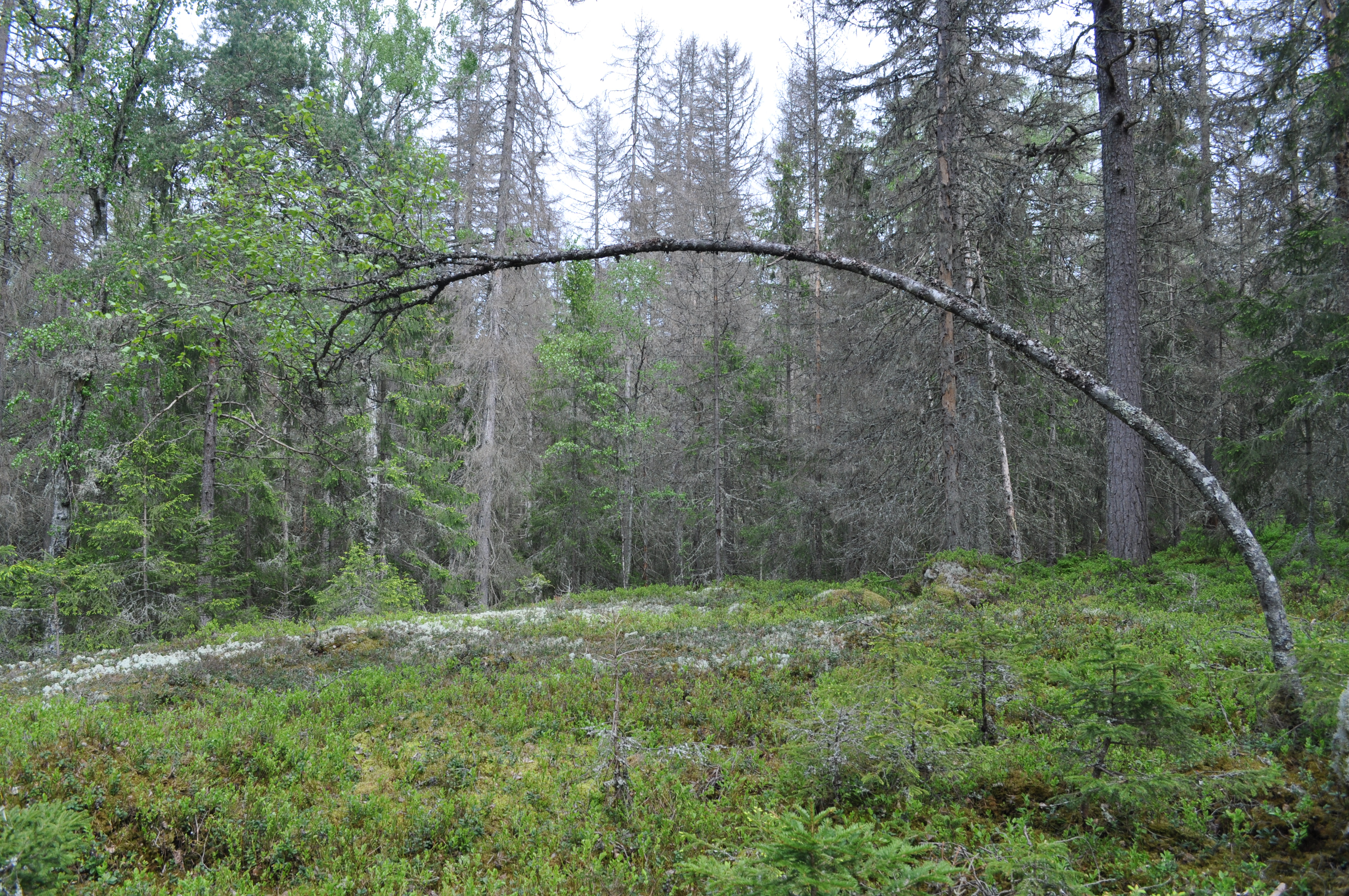
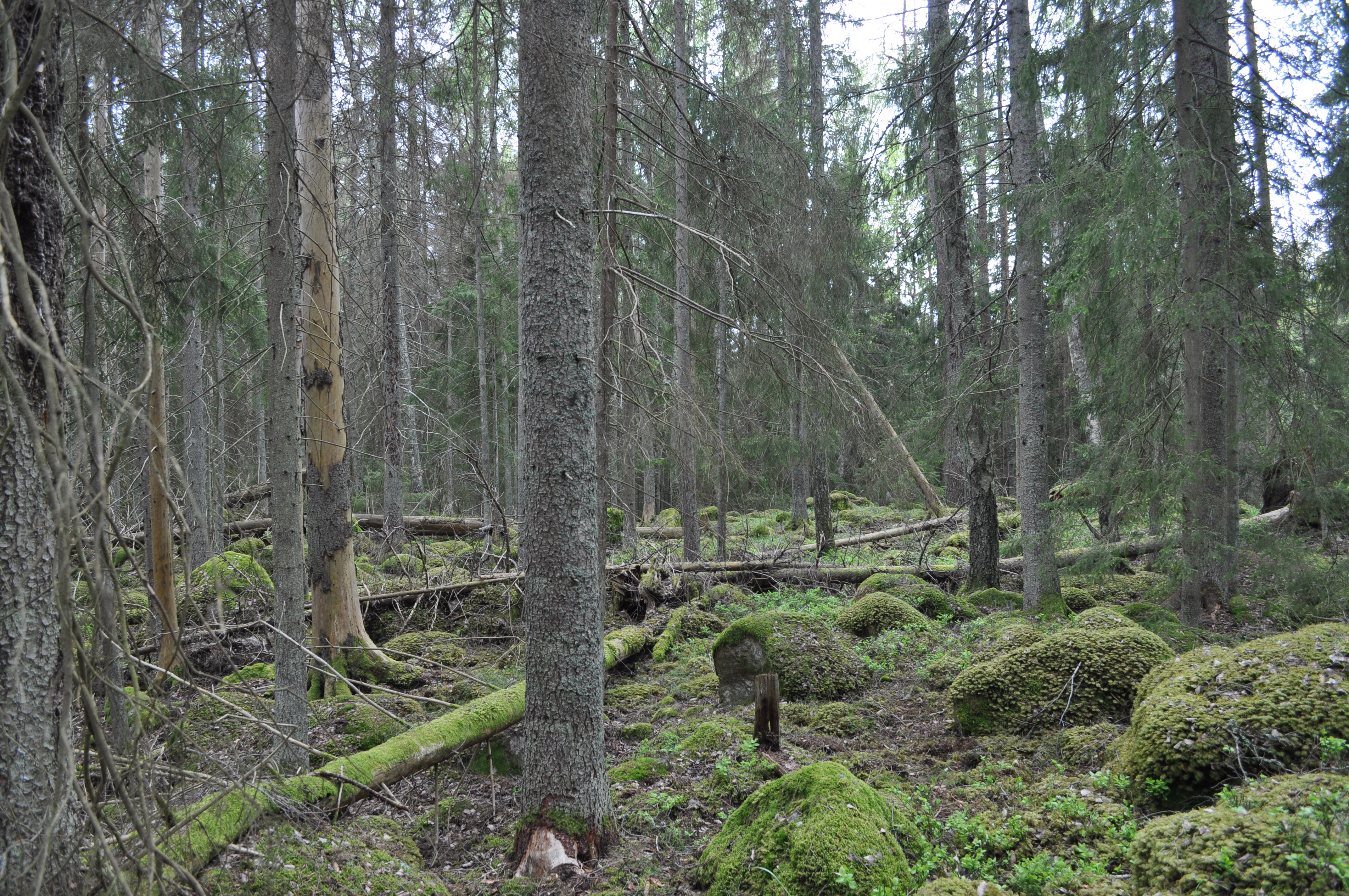